# 1661
1661 (MDCLXI) fue un año común comenzado en sábado, según el calendario gregoriano.

## Acontecimientos
- 30 de enero: El cuerpo de Oliver Cromwell es exhumado y sujeto a una ejecución póstuma junto a John Bradshaw y Henry Ireton
- 23 de abril: El rey Carlos II de Inglaterra, Escocia e Irlanda es coronado, por segunda vez, en la Abadía de Westminster.
- Isaac Newton ingresa en el Trinity College de la Universidad de Cambridge.

## Nacimientos
- 6 de abril: Stefano Maria Legnani, el Legnanino, pintor italiano (f. 1713)
- 25 de mayo: Claude Buffier, filósofo e historiador francés (f. 1737)
- 9 de junio: Zar Teodoro III de Rusia (f. 1682)
- 2 de septiembre: Georg Böhm, compositor y organista alemán (f. 1733)
- 6 de noviembre: Carlos II de España, rey de España (f. 1700)
- 18 de diciembre: Christopher Polhem, científico sueco e inventor (f. 1751)

## Fallecimientos
- 5 de febrero: Shunzhi, emperador de China (* 1638)
- 9 de marzo: Cardenal Mazarino, eclesiástico y político francés (* 1602)
- 20 de noviembre: Felipe Próspero de Austria, Príncipe de Asturias, tercer hijo y primer varón de Felipe IV de España y Mariana de Austria(* 1657)
- 4 de octubre: Jacqueline Pascal, niña prodigio y hermana de Blaise Pascal (* 1625)
- 28 de octubre: Agustín Moreto y Cavana, dramaturgo español.
- 11 de diciembre: Cecco Bravo (Francesco Montelatici), pintor italiano (* 1601)
- Gérard Desargues Arquitecto y Geómetra francés.